# 소라넷
소라넷은 캐나다와 오스트레일리아에 서버를 둔, 성인 사이트가 합법인 국가 내의 한국어 사용자를 대상으로 한 한국어 성인 사이트이다. 소라넷에 접속할 수 있는 주소가 차단되면 트위터를 통해 대한민국에서 접속이 가능한 새 주소를 계속 제공하는 방식으로 방송통신심의위원회의 불법 사이트 접속 차단을 우회하여 대한민국에 거주하는 사람들을 대상으로 운영된다.
회원가입은 무료이며 미성년자의 이용을 금지하고 있으나, 서버가 운영되는 국가의 법상 성인사이트의 실명인증이 의무가 아니므로 접속이나 회원가입 시 실명인증 또는 성인인증을 요구하지 않아 미성년자도 이용할 수 있는 사이트이다. 이용자가 직접 제작한, 사람의 성기 등의 모습이 포함된 나체 사진 그리고 성행위를 촬영한 사진 및 동영상 등의 자료를 올릴 수 있다. 폐쇄 전 불법촬영, 디지털 성범죄, 약물을 사용한 강간 같은 성범죄 영상을 제작, 공유하여 사회적으로 문제가 되었다. 사이트에서 광고를 하여 수익을 얻었다. 사이트 새 주소 안내 및 공지사항을 게시하는 트위터를 운영하고 있는데 2010년 대한민국의 트위터 중 3위로 선정되었다. 사이트에 업로드되는 사진에 대하여 사이트 로고를 워터마크로 넣어 보호하고 있으며 동영상은 다른 사이트에 업로드된 동영상의 재생 주소를 게재하는 것으로 업로드를 허용하고 있다.
2018년 9월 22일 현재 운영자 중 한 명이 기소되어 재판을 받고 있다.

## 대한민국 정부와의 관계
대한민국 정부는 소라넷의 선정성 등을 이유로 대한민국 법률에 근거하여 대한민국에서 소라넷에 접속하는 것을 차단하고 있다. 현재 소라넷을 접속할 수 있는 방법은 없는 것으로 알려져 있다.

## 사건

### 대한민국 내의 운영 관련자 검거
2004년 6월 19일 대한민국 경찰은 대한민국 내에서 소라넷의 운영에 직간접적으로 관여한 운영총책임자 임 모를 포함하여 관련자 및 회원 63명을 불구속 입건하였다.

### 사이트 운영 재개
2004년 사이트 운영자 등이 검거된 후 중단되었던 소라넷 운영은 2009년 6월 재개되었다. 운영진들은 사이트 차단에 대비해 일주일마다 사이트 주소를 바꾸었으며, 변경된 주소가 트위터 계정을 통해 공지되었다. 2011년 9월 당시 팔로어 23만6765명 규모에 달했다.
방송통신위원회는 2010년 4월 국내 PC로 소라넷 트위터 계정에 접속할 수 없도록 차단 조치했다. 하지만 소라넷이 트위터 계정을 교묘하게 바꾸어 무용지물이 되었다.

### 여자고등학생 도촬 사진 유포
2011년 9월 19일 대한민국의 언론사인 동아일보는 소라넷에 자신의 모습이 몰래 사진으로 찍혀 올라간 경기도에 거주하는 여고생의 사연을 보도하였다. 여고생의 도촬 사진은 1만 4000여 건 이상 조회가 되었다.  경찰청은 소라넷 운영자 및 게시글 작성자들을 처벌해 달라는 네티즌의 집단 민원을 접수받아, 수사에 착수했다.

### 핵심 운영진 6인 중 2인 검거
경찰은 2015년 3월 소라넷 수사에 착수한 뒤, 2016년 3월 운영진 6명을 특정하고 이 중 국내 거주 2명을 검거했다.

### 네덜란드 소재 핵심 서버 폐쇄
2016년 4월 서울지방경찰청이 네덜란드 및 유럽 국가 1개국과 국제 공조수사를 벌여 핵심 데이터가 있던 네덜란드 서버를 압수수색하여 폐쇄했다. 압수된 서버 용량은 120 TB 규모였다. 이와 함께 사이트 광고주, 카페운영진, 사이트에서 도박을 벌인 회원 등 62명을 불구속 입건했다.

### 핵심 운영진 6인 중 1인 추가 구속
특정된 운영진 6인 중 2016년 3월 구속된 2인을 제외한 나머지 4명은 나라를 옮겨가며 경찰의 수사망을 피해 다녔다. 이 4명 중 유일하게 한국 여권을 보유하고 있었던 A씨가 먼저 붙잡혔다. 2018년 6월 뉴질랜드에서 지내던 A씨가 외교부의 여권 무효화 조치에 따라 자진 귀국한 뒤 서울지방경찰청에 의해 구속되었다. A씨는 남편, 다른 부부 한 쌍과 함께 1999년 9월부터 2016년 3월까지 외국에 서버를 두고 소라넷을 운영한 혐의를 받고 있으며, 아동·청소년의 성 보호에 관한 법률, 정보통신망 이용촉진 및 정보보호 등에 관한 법률 위반 혐의가 적용되었다.
남은 운영진 3명 (A씨의 남편과 다른 부부 한 쌍)은 호주 시민권과 영주권을 가졌다고 알려졌다. 경찰은 국제형사경찰기구(인터폴)에 수배자를 검거 후 송환하는 사실상 최고등급인 '적색 수배'를 요청했다.

## 같이 보기
- 메갈리아
- 디지털 성범죄 아웃
- n번방 사건